# Enchant (álbum)
Enchant es el primer álbum de estudio lanzado por Emilie Autumn, originalmente fue editado el 26 de febrero del 2003 por Traitor records, luego fue relanzado el 17 de agosto del 2007 por Trisol music group. La versión original contenía un rompecabezas, la primera persona que lo resolviera se ganaría unas "Faerie queene's wings", hasta el día de hoy el rompecabezas no se resolvió. El disco se podía bajar de forma gratuita de la página oficial de Emilie.

## Pistas
1. "Prologue: Across the sky" - 5:10
2. "How strange" - 3:07
3. "Chambermaid" - 3:14
4. "Rapunzel" - 3:57
5. "Ever" - 6:11
6. "Second hand faith" - 4:43
7. "Juliet" - 5:42
8. "Remember" - 5:25
9. "Rose red" - 5:29
10. "Castle down" - 3:52
11. "Heard it all" - 3:22
12. "If you feel better" - 4:49
13. "Save you" - 4:53
14. "Epilogue: What if" - 4:09

## Sencillos
Este disco contó con un EP que presentaba la canción Chambermaid, junto con algunos remixes, titulado simplemente "Chambermaid EP".